# Leonhard Birnbaum
Leonhard Birnbaum (* 19. Februar 1967 in Ludwigshafen) ist ein deutsch-italienischer Manager in der Energiewirtschaft. Seit dem 1. April 2021 ist Birnbaum der Vorstandsvorsitzende des DAX-Konzerns E.ON mit Sitz in Essen.
Er wurde im November 2022 zum Vorsitzenden von Eurelectric gewählt, dem Branchenverband der europäischen Elektrizitätswirtschaft.

## Leben
Leonhard Birnbaum studierte in Karlsruhe Chemieingenieurwesen. Nach einer wissenschaftlichen Tätigkeit am Karlsruher Institut für Technologie (KIT) promovierte er an der Universität Cottbus. Anschließend war Birnbaum als Unternehmensberater bei McKinsey & Company in Düsseldorf tätig.
Im Jahr 2008 wurde Birnbaum Vorstandsmitglied bei RWE. 2013 wechselte er in den Vorstand von E.ON. 2021 übernahm Birnbaum die Funktion des CEO von seinem Vorgänger Johannes Teyssen.
Table Media zählte ihn 2024 zu den 100 entscheidenden Köpfen der deutschsprachigen Europa-Szene.

## Medien
- Einsame Spitze. Vorstandsvorsitzende. Dokumentarfilm. Westdeutscher Rundfunk (WDR), 2024.